# Asplenium lunulatum
Asplenium lunulatum är en svartbräkenväxtart som beskrevs av Olof Peter Swartz. Asplenium lunulatum ingår i släktet Asplenium och familjen Aspleniaceae. Utöver nominatformen finns också underarten A. l. serrato-dentatum.